# Phycodrys rubens
Espèce
Phycodrys rubens est une espèce d'algues rouges de la famille des Delesseriaceae. Elle est aussi connue sous le nom d'algue feuille de chêne.

## Description
Elle présente un thalle semblable à une feuille de chêne de couleur rouge, d'où son nom vernaculaire. Cette partie peut atteindre 30 cm de long.
Les feuilles, à proprement parler, peuvent atteindre jusqu'à 6 cm de long et 3 cm de large.

## Répartition
Cette algue a été observée, entre autres, près des côtes de France métropolitaine et de Saint-Pierre-et-Miquelon.